# Fandens fødselsdag
Fandens fødselsdag er to dage hvert år, den 11. juni og den 11. december. Grunden til, at disse to dage er blevet udnævnt til fandens fødselsdage er, at disse datoer var fastsat som terminsdag, hvor renter og afdrag skulle betales. Der synes at være usikkerhed om, hvorvidt denne tradition opstod i 1888, eller om den stammer helt tilbage fra 1656.